# Friedrich Kuhnle
Friedrich Kuhnle (* 9. Dezember 1901 in Waldenbuch; † 30. April 1975) war ein deutscher Verwaltungsjurist. Er war von 1945 bis 1966 Landrat des baden-württembergischen Landkreises Vaihingen.

## Werdegang
Kuhnle wurde als Sohn eines Oberlehrers geboren. Nach dem Besuch der Oberrealschule in Reutlingen studierte er in den Jahren 1920/21 Nationalökonomie an der Universität Tübingen. Seit 1920 war er Mitglied der Studentenverbindung Tübinger Königsgesellschaft Roigel. Von 1921 bis 1923 absolvierte er eine Banklehre. 1923 kehrte er an die Universität Tübingen zurück und setzte seine Ausbildung mit einem Studium der Rechtswissenschaft fort. 1927 legte er die 1. juristische Staatsprüfung ab. Nach dreijährigem Vorbereitungsdienst trat er 1930 als juristischer Mitarbeiter bei der Allianz Versicherungs-AG in Stuttgart ein. Während seiner Anstellung promovierte er 1933 zum Dr. jur. Am 5. April 1940 beantragte er die Aufnahme in die NSDAP und wurde zum 1. Juli desselben Jahres aufgenommen (Mitgliedsnummer 8.164.539). Sein beruflicher Werdegang wurde 1940 mit der Einberufung zum Kriegsdienst unterbrochen. Nach seiner Heimkehr aus Kriegsgefangenschaft 1945 wurde er als Landrat des Landkreises Vaihingen eingesetzt. In dieser Funktion gehörte er zwischen Januar und Juni 1946 der Vorläufigen Volksvertretung für Württemberg-Baden an. Er blieb bis 1966 im Amt.

## Ehrungen
- 1966: Verdienstkreuz 1. Klasse der Bundesrepublik Deutschland